# Stranka slovenskega naroda
Stranka slovenskega naroda (SSN) je slovenska nacionalistična neparlamentarna politična stranka. SSN je naslednica stranke Slovenska nacionalna desnica, iz katere je s preoblikovanjem nastala po neuspehu SND na državnozborskih volitvah leta 1996. Trenutni predsednik je stranke je Mihael Jarc.

## Zgodovina

### 1996–2000: Nastanek in začetki
SSN je nastala s preimenovanjem in preoblikovanjem izvenparlamentarne skrajno desne stranke Slovenska nacionalna desnica, po tem, ko je bila ta neuspešna na državnozborskih volitvah leta 1996.
Na državnozborskih volitvah leta 2000 SSN ni nastopila.

### Pobuda za referendum o izbrisanih
Prva vidnejša dejavnost stranke je bila pobuda za razpis referenduma o vladnem predlogu reševanja problematike izbrisanih leta 2003, ki jo je državni zbor zavrnil.

### Državnozborske volitve 2008
Stranka je sodelovala na državnozborskih volitvah v Sloveniji 2008, a se z 2.626 glasovi ni uvrstila v parlament. V tem obdobju je bila tesno povezana z nacionalističnim združenjem Hervardi. Kandidat stranke na državnozborskih volitvah je bil Andrej Šiško, nekdanji vodja navijaške skupine Viole in vodja društva Hervardi. Šiško je bil med nastopom na enemu od predvolilnih soočanj aretiran zaradi izdane tiralice in odveden na prestajanje zaporne kazni zaradi obsodbe poskusa umora.

### Pobuda za referendum o vstopu Hrvaške v NATO
16. februarja 2009 je SSN s kasneje pridruženim Zavodom 25. junij v zvezi z meddržavnim sporom o razmejitvi oddala pobudo za zbiranje podpisov za referendum o vstopu Hrvaške v NATO. Zavod 25. junij je po uresničenju zahtev glede sprejetja sklepa o zaščiti slovenskih interesov pri hrvaškem vključevanju v NATO od zbiranja odstopil, SSN pa navkljub nasprotovanju večine politike ne; neomajno stališče glede zahtev po referendumu je takrat povzročilo razkol v vodstvu stranke in odstop predsednika stranke ter vodje ljubljanskega odbora. Pobudnikom ni uspelo zbrati 40.000 podpisov.

### Državnozborske volitve 2011
Stranka je nastopila na predčasnih državnozborskih volitvah leta 2011, na katerih je prejela 0,09% glasov in se tako ni uspela uvrstiti v DZ.

### Volitve v Evropski parlament 2014
Na volitvah v Evropski parlament 2014 je v sodelovanju z gibanjem SOL Slovenije nastopila s kandidatno listo »Slovenski narod«. Lista Slovenski narod na volitvah ni osvojila nobenega mandata, dobila je 0,36 % glasov, kar je najmanj od vseh sodelujočih strank na volitvah.

### Državnozborske volitve 2018
Na volitvah v Državni zbor 2018 je stranka prejela 1237 oz. 0,14 % glasov, s čimer je zasedla zadnje mesto med sodelujočimi strankami.
Na volitvah v Evropski parlament 2019 stranka ni nastopila.

### Državnozborske volitve 2022
Na volitvah v Državni zbor 2022 je stranka nastopila na skupni listi Zavezništva Osvobodimo Slovenijo (ZOS) skupaj s še nekaterimi manjšimi strankami. Zavezništvo je dobilo 563 oz. 0,05 % glasov volivcev.

## Rezultati volitev
| Volitve | Št. glasov   | %            | +/–          | Sedeži | +/–        | Mesto | Vlada |
| ------- | ------------ | ------------ | ------------ | ------ | ---------- | ----- | ----- |
| 2000    | ni nastopila | ni nastopila | ni nastopila | 0 / 90 | Stagnacija | /     | –     |
| 2004    | 2.574        | 0,27         | Stagnacija   | 0 / 90 | 0          | 17.   | –     |
| 2008    | 2.629        | 0,25         | 0,02         | 0 / 90 | 0          | 14.   | –     |
| 2011    | 976          | 0,09         | 0,16         | 0 / 90 | 0          | 18.   | –     |
| 2014    | ni nastopila | ni nastopila | ni nastopila | 0 / 90 | 0          | /     | –     |
| 2018    | 1.237        | 0,14         | 0,05         | 0 / 90 | 0          | 24.   | –     |
| 2022    | 563          | 0,05         | 0,09         | 0 / 90 | 0          | 20.   | –     |

## Seznam predsednikov
- Borut Korun (2004-2007)
- Zdenko Vinkov (2007–2009)
- Majda Orožen (2009–2018)
- Marjan Žandar (april 2018–junij 2018)
- Aleksander Zamuda (junij 2018–2022)
- Miha Majc (2022–april 2024)
- Mihael Jarc (april 2024–danes)